# Dujam Srećko Karaman
Dujam Srećko Karaman (Split, 7. veljače 1856. – Prijedor, 12. travnja 1927.) je bio hrvatski skupljač narodnih pjesama, povjesničar, pravnik i publicist.
Otkrio je poznati, presudni Splitski rukopis Asanaginice.

## Djela
- Andrić D. Vicko, Narod, Split, 1890.